# Амузия
Амузи́я (от др.-греч. ἀμουσία — непричастность музам) — утрата способности понимать или исполнять музыку, писать и читать ноты в результате поражения височных отделов коры правого полушария мозга (у правшей) за счёт нарушения музыкального слуха. 
Проявляется в неузнавании известных музыкальных произведений, в затруднении восприятия и воспроизведения ритмических сочетаний звуков (аритмия). Часто амузия сочетается со слуховой агнозией, при которой перестают различаться обычные звуки или шумы.